# 姜建初
姜建初（1953年8月—），汉族，生于河南开封，籍贯山东乳山，中华人民共和国政治人物，中国民主建国会会员。兰州大学和吉林大学毕业。第十一届全国政协委员、十二届全国政协常委。曾任民建中央常委。
曾任郑州大学法学院教授、副院长。2001年5月，任河南省人民检察院副检察长。2004年8月，任最高人民检察院副检察长、检察委员会委员、二级大检察官。2017年4月，不再担任最高人民检察院副检察长。
2008年，当选第十一届全国政协委员，代表中国民主建国会，分入第八组，并担任社会和法制委员会专委。2018年1月，当选第十三届全国政协委员。